# أولاف تريغفاسون
أولاف تريغفاسون (بالنرويجية: Olav Tryggvason) (سنة 960 - 1000م) ملك نرويجي في الفترة 995م - 1000م. كانت حياة أولاف تريغفاسون مترفَة قبل أن يصبح ملك النرويج سنة 995م، حيث وُلد وترعرع في بلاط أمير روسيا الكبير عندما كان والداه في المنفى. ثم ذهب إلى أيرلندا حيث اقترن بأميرة أيرلندية، وعاش كذلك في إنجلترا، وزار جزر سيللي حيث يقال أنه اعتنق المسيحية. يُنظر إلى أولاف كعامل مهم في تَحَوُّل الشماليين إلى الرومانية الكاثوليكية. جعل أولاف مهمته تحويل النرويج والمستعمرات النوردية في الغرب بأسرع ما يمكن. تم تحويل العديد من هؤلاء المتحولين الجدد باستخدام التهديدات والتعذيب والإعدام، انهارت المقاومة الوثنية وفي غضون بضع سنوات كانت النرويج، على الأقل اسمًيا، بلدًا مسيحيًا. لكن الملك أولاف اكتسب العديد من الأعداء خلال صعوده إلى السلطة. وكان أبرزهم إريك جارل، وسفين فوركبيرد، ملك الدنمارك، حيث شعر كلاهما أن أولاف حرمهما من حصتهما من النرويج، وأدى ذلك بالإضافة إلى الممارسات القمعية لأولاف إلى نمو معارضة كافية لهزمه في معركة سفولدر التي قتل بها.